# John Charles Polanyi
John Charles Polanyi (Berlim, 23 de janeiro de 1929) é um químico canadense de origem judaica húngara, nascido na Alemanha.
Conjuntamente com Yuan Lee e Dudley Robert Herschbach, foi laureado com o Nobel de Química de 1986 devido aos seus contributos relativamente às dinâmicas de processos elementares químicos.
Em 9 de junho de 1986 foi indicado para a Pontifícia Academia das Ciências. É professor do Departamento de Química da Universidade de Toronto.